# Taiyo Maru (1911)

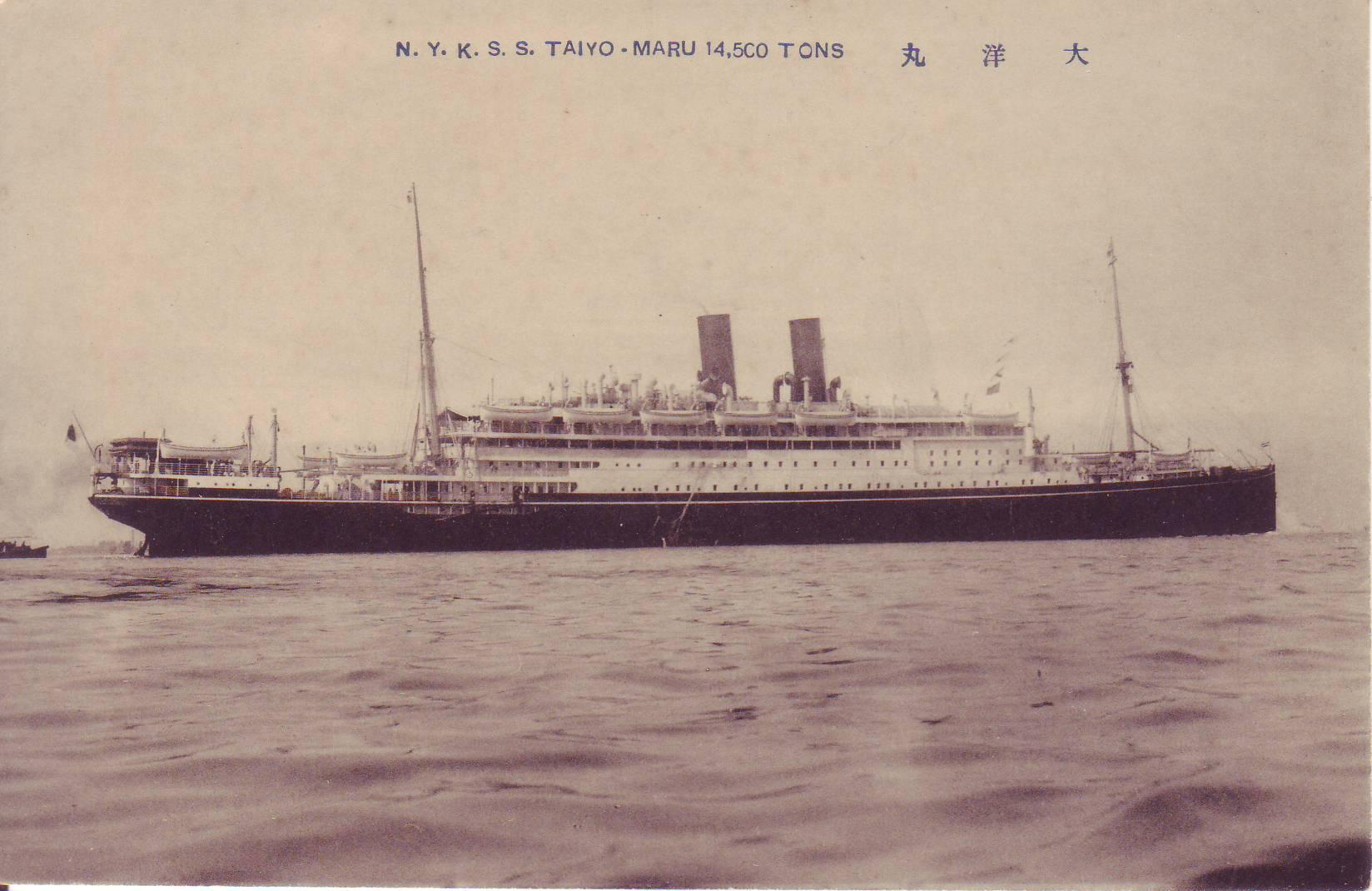
El SS Cap Finisterre bajo bandera estadounidense.

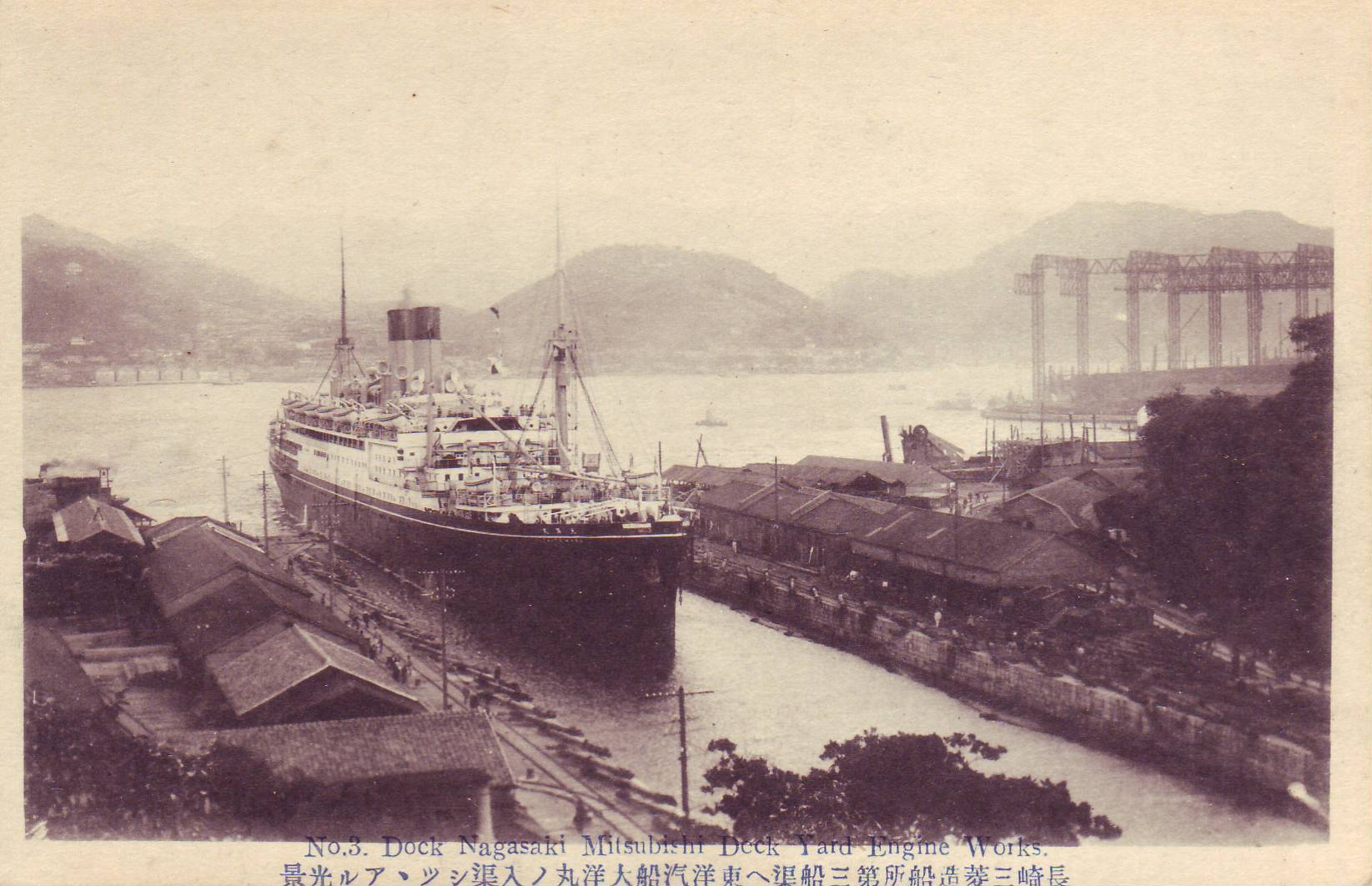
El ex-SS Cap Finisterre ingresando como propiedad japonesa en Nagasaki en 1926.

EL Taiyo Maru  (大洋丸) fue un trasatlántico construido entre 1910-1911 para la Línea Hamburgo-Sudamérica por los astilleros Blohm & Voss en Hamburgo, Alemania y bautizado como el SS Cap Finisterre.  Tuvo una extensa carrera operativa como paquebote bajo cuatro banderas distintas, fue confiscado en 1919 por Estados Unidos como  reparación de guerra después de concluida la Primera Guerra Mundial, transferido a Inglaterra sin darle uso y vendido a Japón en 1920 donde operó para el gobierno japonés. Durante la Segunda Guerra Mundial fue transformado en buque militar de la Flota Combinada y resultó hundido en su primera y única misión en 1942.

## Diseño y construcción
Al momento de su botadura, el SS Cap Finisterre era el transatlántico más grande construido por Alemania para la operación con puertos sudamericanos.
Estaba construido con planchas de acero en unión de remaches y estaba propulsado por dos 2 motores de vapor alternativos cuádruples que accionaban dos hélices tripalas. Su velocidad de tan solo 14 nudos no lo hacía competitivo frente a sus pares ingleses; pero si le permitió cubrir en tan solo 13 días la ruta Cuxhaven-Buenos Aires en 1911 batiendo un récord. 
Permitía alojar de manera cómoda 855 pasajeros (184 pasajeros en primera clase, 221 en segunda clase, 450 en tercera clase) más una tripulación de 450 hombres de mar. La primera clase destacaba por la suntuosidad de sus instalaciones y fue considerado como el transatlántico más grande, lujoso y rápido que operaba en la ruta a Sudamérica.

## Historial operativo
EL SS Cap Finisterre operó para la línea Hamburg-Sudamerikanische Dampfschifffahrts-Gesellschaft realizando su viaje inaugural el 21 de noviembre de 1911 zarpando con 1350 pasajeros desde Cuxhaven a Buenos Aires, Argentina. Cumplió esta ruta hasta abril de 1919 sin incidentes.  A principios de ese año fue requisado por la Armada alemana para ser transformado en crucero auxiliar; pero quedó inmovilizado en Hamburgo hasta el fin del armisticio.
El SS Cap Finisterre fue junto a otros barcos similares confiscado y entregado a la Armada de Estados Unidos como compensación de guerra cambiando su nombre a USS Cap Finisterre el 11 de abril de 1919 y zarpando a New York.  Realizó cuatro viajes en la ruta New York-Brest (Francia) repatriando soldados y pasajeros. Sus máquinas se averiaron y fue colocado en grada durante varios meses en el Astillero Naval de Nueva York, donde se le consideró como un buque costoso de mantener y fue eliminado de los registros de la US Navy y entregado a la Armada Británica. 
En Inglaterra, la Real Armada Británica nunca lo estimó como un buque de valor militar o civil y permaneció largo tiempo anclado en Liverpool. Finalmente fue transferido a la Armada Imperial Japonesa como reparación de guerra en 1920 y bautizado como Taiyo Maru.
Estando en Nagasaki, fue transferido en comodato administrativo a la Nippon Yusen Kaisha (NYK) para que operara las rutas asiáticas, pero la compañía lo consideró como un barco caro que generaba perdidas operativas y fue transferido a la Tōyō Kisen la cual realizó modificaciones rebajando su altas chimeneas y aumentando su capacidad hotelera en segunda y tercera clase favoreciendo a los inmigrantes y colocándolo en la ruta Kobe-Honolulu-San Francisco. Su viaje inaugural fue el 21 de junio de 1921.

Operó bajo esta ruta hasta 1926 donde la Tōyō Kisen revendió el barco a la Nippon Yusen Kaisha (NYK) que operaba para el gobierno japonés y permaneció en la misma ruta entrando a competir con los nuevos transatlánticos de motores Diésel que lo superarían en capacidad, economía y velocidad. Operó desde 1926 hasta mediados de 1941 transfiriendo a extranjeros desde suelo japonés. En octubre y principios de noviembre de 1941, el Taiyo Maru realizó un viaje desde Japón a Pearl Harbor llevando algunos oficiales de reconocimiento de la Armada Imperial Japonesa encubiertos como pasajeros haciendo la misma ruta que haría la Fuerza de ataque Kido Butai a Pearl Harbor en diciembre de 1941, su misión consistía en reconocer el bocapuerto de Pearl Harbor e informar sobre la factibilidad de operar la introducción de los submarinos enanos.

### Frente del Pacífico
El Taiyo Maru fue requisado por la Armada a principios de mayo de 1942 y convertido en transporte militar para una crucial misión. 
Debido a la premura del gobierno japonés por conseguir petróleo debido a la escasez originada por el embargo económico impuesto por Estados Unidos, se requería con urgencia importar crudo refinado desde los nuevos territorios conquistados en la Isla Tarakan, Palembang, Sumatra, Miri en Sarawak y yacimientos en Balikpapan, Borneo, así para futuras instalaciones petroquímicas en las próximas operaciones de Malaya y Java.
Para tal efecto, el 6 de mayo de 1942, en Mutsure Jima, Prefectura de Etajima, se embarcaron a bordo del Taiyo Maru al mando del capitán Harada Keisuke, unos 800 técnicos altamente especializados e ingenieros petroquímicos, 200 personas para labores varias más 34 soldados. Se cargaron maquinarias, tuberías, componentes y piezas para instalar refinerías rudimentarias. Además se cargó el barco con 2.450 t de material de guerra y productos químicos como 150 t de carburo de calcio para equipos de soldadura en la bodega de popa. 
El convoy estaba conformado por  el transporte de tropas, el Yoshino Maru, tres buques de carga (Mikage Maru, Dover Maru y Ryusei Maru) siendo escoltados por el cañonero auxiliar Pekín Maru. En la salida se contaba con la escolta el destructor Minekaze y el cañonero Tomitzu Maru.
El 7 de mayo, el convoy zarpó de Mutsure Jima en formación de fila con destino a Singapur, el convoy navegaba a una velocidad de 8 nudos debido a la lentitud de uno de los participantes del convoy.
Al salir a mar abierto los barcos se encontraron con mar gruesa y fuertes vientos en contra.
El 8 de mayo, a las 17  horas la escolta se retiró y el convoy prosiguió su azarosa navegación llegando a un punto a 170 km al SO de Me-Shima (Nagasaki), el cañonero Pekin Maru detecta la probable presencia de un submarino y da aviso de zafarrancho de combate.
A las 19:45 horas el submarino estadounidense USS Grenadier (SS-210) alcanzó posición de disparo y lanzó 4 torpedos al blanco que presentaba mayor tamaño dentro del convoy. La salva logró un impacto a babor de dos torpedos a popa que hizo reventar los tambores de carburo, los que a su vez hizo detonar los explosivos ahí almacenados. El Taiyo Maru se escoró a babor alcanzando los 35°, se dio la orden de abandono del barco. Cundió el caos a bordo al encontrarse que la deflagración había dañado gran cantidad de botes salvavidas y muchos saltaron al agua. A las 20:20 horas, el Taiyo Maru desapareció provocando la pérdida de 817 vidas incluido el capitán  Harada Keisuke. Unos 543 supervivientes lograron salvarse gracias al rescate oportuno en condiciones difíciles por parte de la escolta que vino de vuelta al ser alertada por el Pekín Maru.

#### Consecuencias
Como consecuencia de la pérdida del Taiyo Maru, Japón perdió material y una gran capacidad de personal especializado en petroquímica, al embarcarlos a todos en un solo navío, lo que redundó gradualmente en una baja producción de diésel refinado necesario para el esfuerzo de guerra naval suministrándose entonces a partir de 1944 petróleo crudo a los buques de la Armada Imperial Japonesa el cual contenía una alta fracción de compuestos volátiles explosivos. De este modo, este petróleo crudo que no había sido refinado y des-salinizado dañó los conductos de calentadores de agua, y la fracción ligera de nafta que no se había destilado y extraído, se volatilizó en tanques y sentinas creando atmósferas explosivas que contribuyeron a la pérdida de los portaaviones Taihō, Shōkaku y Hiyō.

## Pecio
En 2018, la entidad "Society La Plongee for Deep Sea Technology" descubrió el pecio volcado a babor encontrándose en buenas condiciones de conservación en la costa de Japón.